# Катрін Ціммерманн
Катрін Ціммерманн (нім. Kathrin Zimmermann, 22 грудня 1966) — німецька плавчиня.
Призерка Олімпійських Ігор 1988 року.
Чемпіонка світу з водних видів спорту 1986 року.
Призерка Чемпіонату Європи з водних видів спорту 1983, 1985, 1987 років.